# Ribadeo
Ribadeo es un municipio español situado en el extremo nororiental de Galicia, en la provincia de Lugo, en el límite con el Principado de Asturias. Perteneciente a la comarca de La Mariña Oriental, de la cual es la capital, tiene una población de 9978 habitantes (INE 2024).

## Geografía

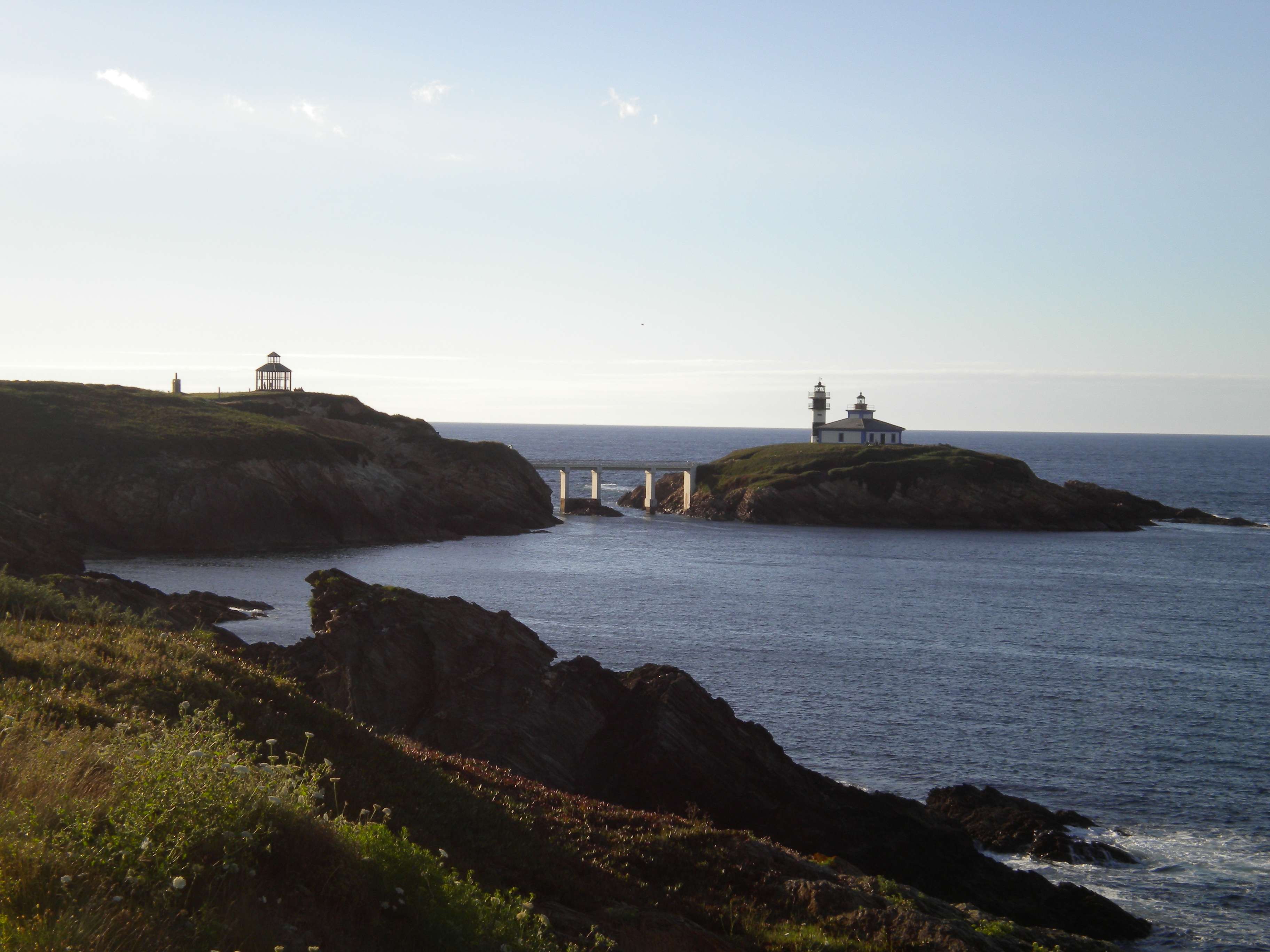
Imagen del faro de Ribadeo en Isla Pancha.

Integrado en la comarca de La Mariña Oriental, de la que ejerce de capital, se sitúa a 103 km de Lugo. El término municipal está atravesado por la autovía del Cantábrico (A-8), por las carreteras nacionales N-634 (San Sebastián-Santiago de Compostela), N-640 (Castropol-Villagarcía de Arosa) y N-642 (Ribadeo-Vegadeo), además de por carreteras locales que permiten la comunicación entre las parroquias.
El municipio de Ribadeo tiene aproximadamente la forma de un cuadrado de 10x10 km, limitando al norte con el mar Cantábrico, al este con la ría de Ribadeo (al otro lado de la cual se encuentra Castropol, en Asturias), al oeste con el municipio de Barreiros y al sur con el de Trabada, y cuenta con otro núcleo urbano, Rinlo, además de muchas otras aldeas. La capital del municipio es la villa de Ribadeo.
El relieve del municipio está definido por la costa cantábrica, donde destaca la playa de las Catedrales, la ría de Ribadeo, el río Eo, que hace de límite con Vegadeo, y los montes interiores. La altitud oscila entre los 568 m en el interior (Monte do Mondigo) y el nivel del mar. La villa se alza a 25 m sobre el nivel del mar. 
| Noroeste: Mar Cantábrico y Barreiros | Norte: Mar Cantábrico | Nordeste: Ría del Eo                    |
| Oeste: Barreiros                     |                       | Este: Ría del Eo - Castropol (Asturias) |
| Suroeste: Trabada                    | Sur: Trabada          | Sureste: Vegadeo (Asturias)             |

## Historia
El pueblo se formó a partir de un núcleo primitivo en las dársenas de Porcillán y Cabanela, en la orilla del río, para posteriormente ir creciendo hacia arriba. Tuvo una muralla, de carácter más fiscal que defensivo, de la que aún se conservan algunos restos. Junto a Vivero y Mondoñedo, fue uno de los tres fenómenos urbanos medievales de la antigua provincia de Mondoñedo que recibieron de manos del rey Fernando III de Castilla la Carta Puebla fundacional que le atribuía, entre otros privilegios, el de convocar un mercado semanal, el cual aún se sigue realizando.
Pasó de villa de realengo a propiedad del caballero francés Pierre de Villeines por virtud del dadivoso Enrique de Trastámara en pago de sus servicios, y de ahí por distintas sucesiones el condado de Ribadeo recaló definitivamente en la casa de Alba, a través del ducado de Híjar.
Coincidió su apogeo como villa con el de su puerto, siendo cabeza del comercio del Cantábrico con los países bálticos, a través del puerto de Riga en concreto, de donde se importaba aguardiente en exclusividad, y que por tal motivo terminó siendo conocido como Kümmel de Ribadeo, hasta su decadencia por la competencia de otros puertos como el de Gijón a mediados del siglo XIX.
En 2021 tenía una población de 9871 habitantes, según el INE.

## Organización territorial
El municipio está formado por ciento setenta y cinco entidades de población distribuidas en doce parroquias:
- Arante (San Pedro)
- Cedofeita (Santa María Magdalena)[4][7]
- Cogela[5]
- Cubelas[5](San Vicente)[4][8][6]
- Devesa[5](Santa Eulalia)[9]
- Obe (San Juan)[10]
- Piñeira (San Juan)[11]
- Ribadeo (Santa María)
- Rinlo (San Pedro)
- Villaframil[5](San Lorenzo)[12]
- Villaosende[5](Santa Eulalia)[13]
- Villaselán[5](Santa María)[14]

## Demografía
Cuenta con una población de 9978 habitantes (INE 2024).
| Gráfica de evolución demográfica de Ribadeo entre 1842 y 2021 |
| |
| Población de derecho según los censos de población del INE Población de hecho según los censos de población del INEEn estos censos se denominaba Rivadeo: 1842, 1857, 1860 y 1877 |

La población urbana dentro de la parroquia supera los 6900 habitantes; sin embargo la aglomeración urbana incluye aldeas y barrios que se extienden por las parroquias circundantes llegando hasta los 8000.
Ribadeo parroquia Santa María (centro) 6922 hab. INE(2021)
Todos estos datos quedan desfasados pues la población ribadense es estacional, ya que se sabe que actualmente, aunque el censo supera los 10 000 habitantes, viven de hecho más de 13 000, doblando la cifra en verano, que puede llegar a 25 000 habitantes.
Ribadeo es uno de los únicos cuatro municipios de la provincia de Lugo que incrementan su padrón en los últimos años. En este caso, pasó a tener 8600 habitantes censados más de 2000 a 2010 (un incremento del 9,3%) siendo el tercero de la provincia que más creció después de Burela y la capital.

## Economía
Los principales sectores económicos del municipio son el comercio y la hostelería, siendo el sector servicios en general su principal actividad, y que está experimentando un crecimiento en los últimos años. En los últimos años de pujanza, la construcción también ha tenido un importante papel en la economía de sus habitantes, siendo muy demandada la adquisición de segunda vivienda, por la belleza del entorno , tranquilidad y calidad de vida.

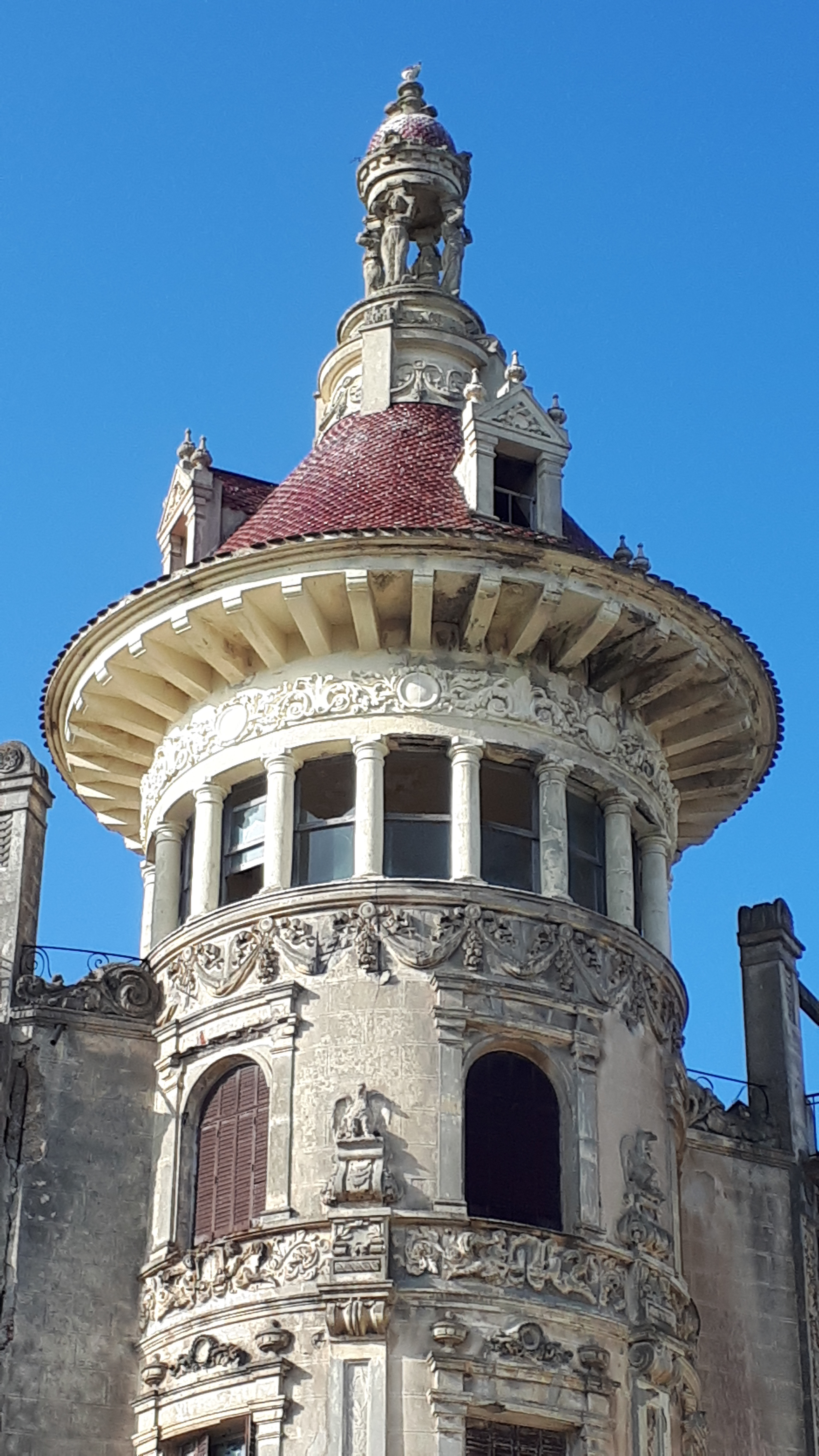
Detalle de la Torre de los Moreno (1915).

Esto, junto con su privilegiada situación geográfica, hace de Ribadeo el centro comercial de una extensa área astur-galaica que tiene un mercado directo de más de 60 000 habitantes, englobando localidades como Tapia de Casariego y Foz. Actualmente, la localidad cuenta con un centro comercial abierto y varias áreas comerciales finalizadas y en proyecto.
La estructura comercial es de vital importancia en la provincia siendo más propia de una ciudad que de una cabecera de comarca, vista su influencia en los municipios aledaños de Asturias y Galicia.
Cuenta con un puerto pesquero y otro comercial (en ampliación), el único de importancia entre Ferrol y Gijón,con un volumen de mercancías en aumento cada año. 
En cuanto al sector turístico, Ribadeo ha incrementado su oferta en las últimas décadas, orientada a un turismo de calidad que deja importantes inversiones en el municipio, si bien adolece de excesiva temporalidad (verano principalmente).

## Deporte
Ribadeo cuenta con una gran variedad de deportes, con sus correspondientes instalaciones. 
Su equipo de fútbol juega en el estadio Pepe Barrera, un estadio de grandes dimensiones con gradas a ambos lados del campo. Actualmente el Ribadeo FC está en Preferente Autonómica de Galicia.
Muy cerca del Pepe Barrera se encuentra la piscina climatizada de Ribadeo, que cuenta con diferentes carriles para realizar actividades didácticas o lúdicas.
No muy alejados de estas instalaciones Ribadeo tiene dos pabellones, en los cuales realizan entrenamientos y partidos equipos de baloncesto, fútbol sala y gimnasia rítmica.
Ribadeo cuenta también con clubes de remo y de piragüismo, que actualmente poseen varias medallas a nivel autonómico, nacional e internacional y entrenan en la propia Ría del Eo. Además, tienen un equipo de rugby, el cual entrena y disputa partidos en el campo de la Vía, en la periferia del pueblo, ya que es el único que cuenta con las porterías adecuadas para este deporte. Aparte de estos deportes, también existen pistas de pádel, bádminton y tenis, las cuales se alquilan para que la gente pase su tiempo libre allí.
Ribadeo siempre ha estado muy arraigado a la práctica del surf, tanto en playas locales como en playas de localidades cercanas. En 2019 se organizó un campeonato de surf cerca del faro ribadense, aprovechando unas grandes olas de incluso 20 m. Esta ola se conoce con el nombre de "Panchorro", y profesionales alrededor del mundo participaron en el evento, tales como Lucas Chumbo, Sebastien Steudner o Rodrigo Koxa. Se generó una gran expectación alrededor del faro y el campeonato fue un éxito a nivel mundial.

## Galería de imágenes

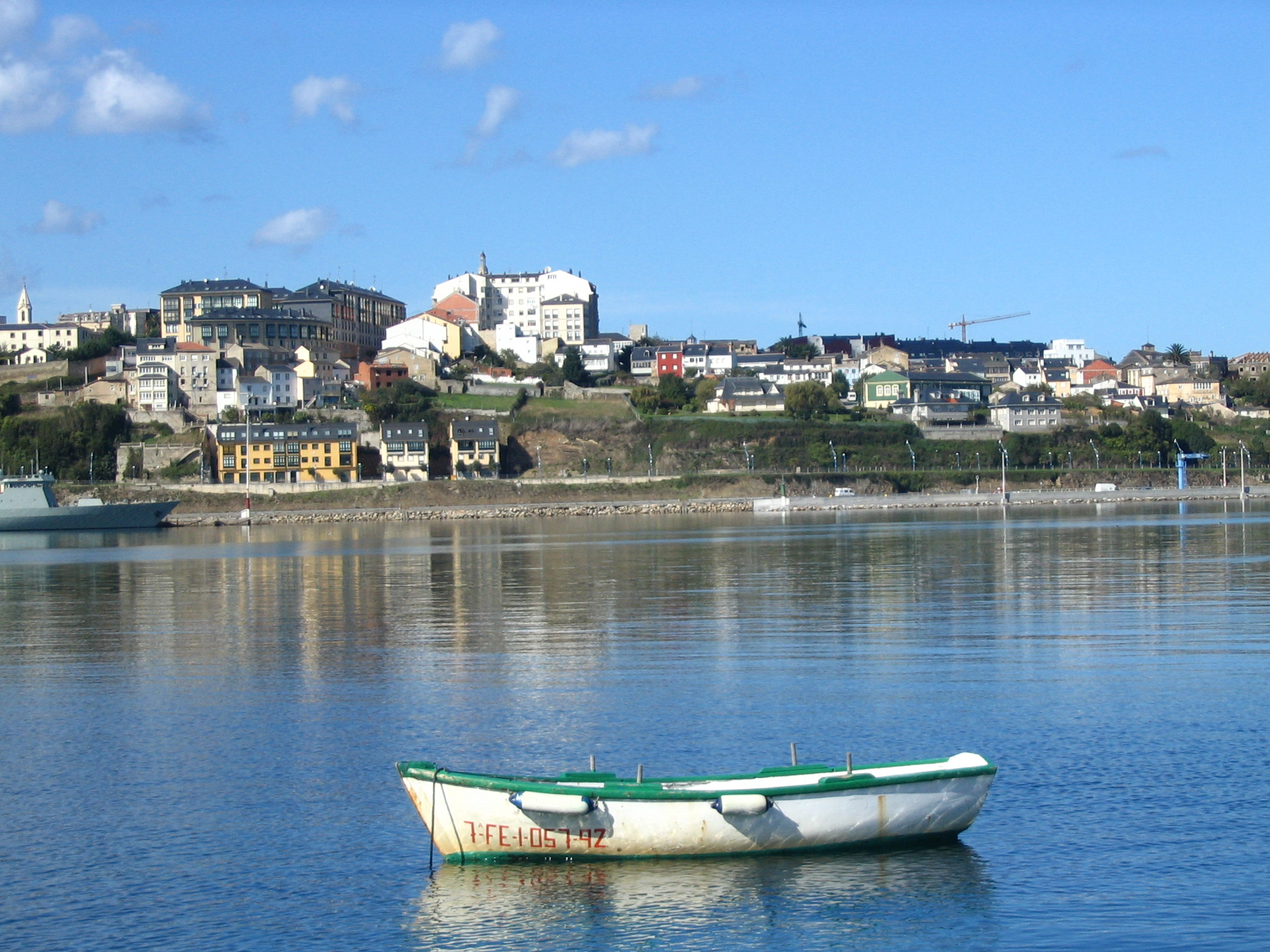
Panorámica de Ribadeo.
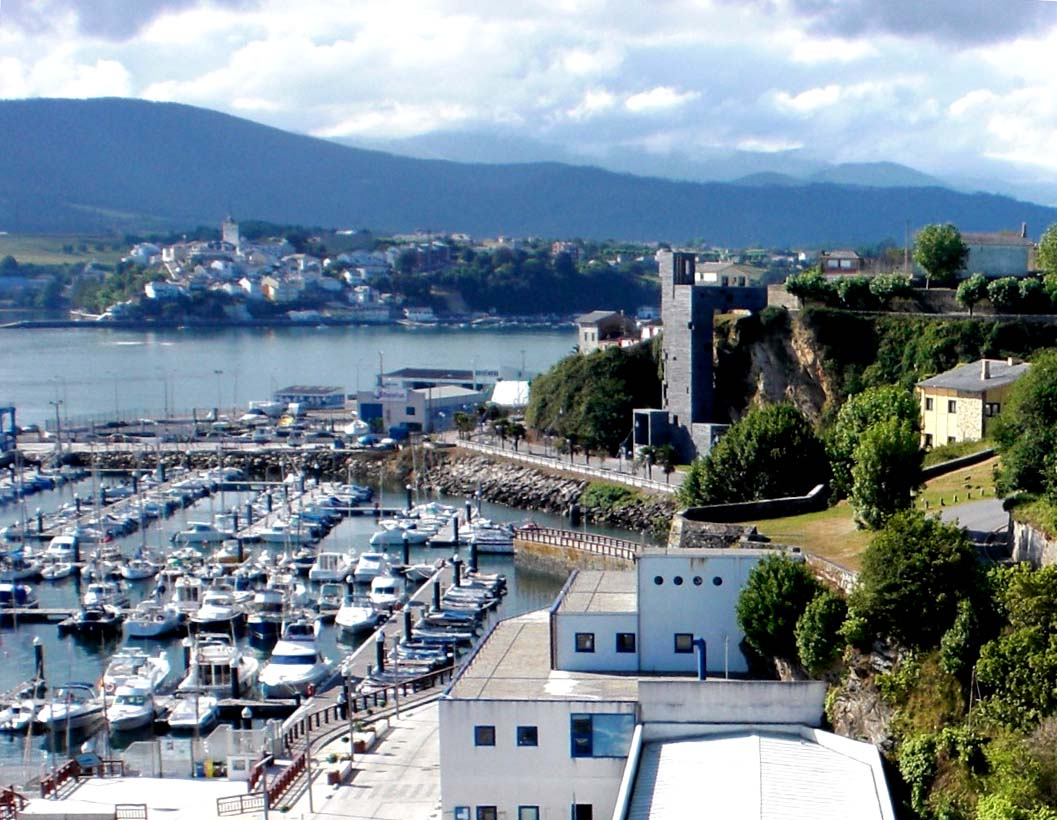
Puerto deportivo.
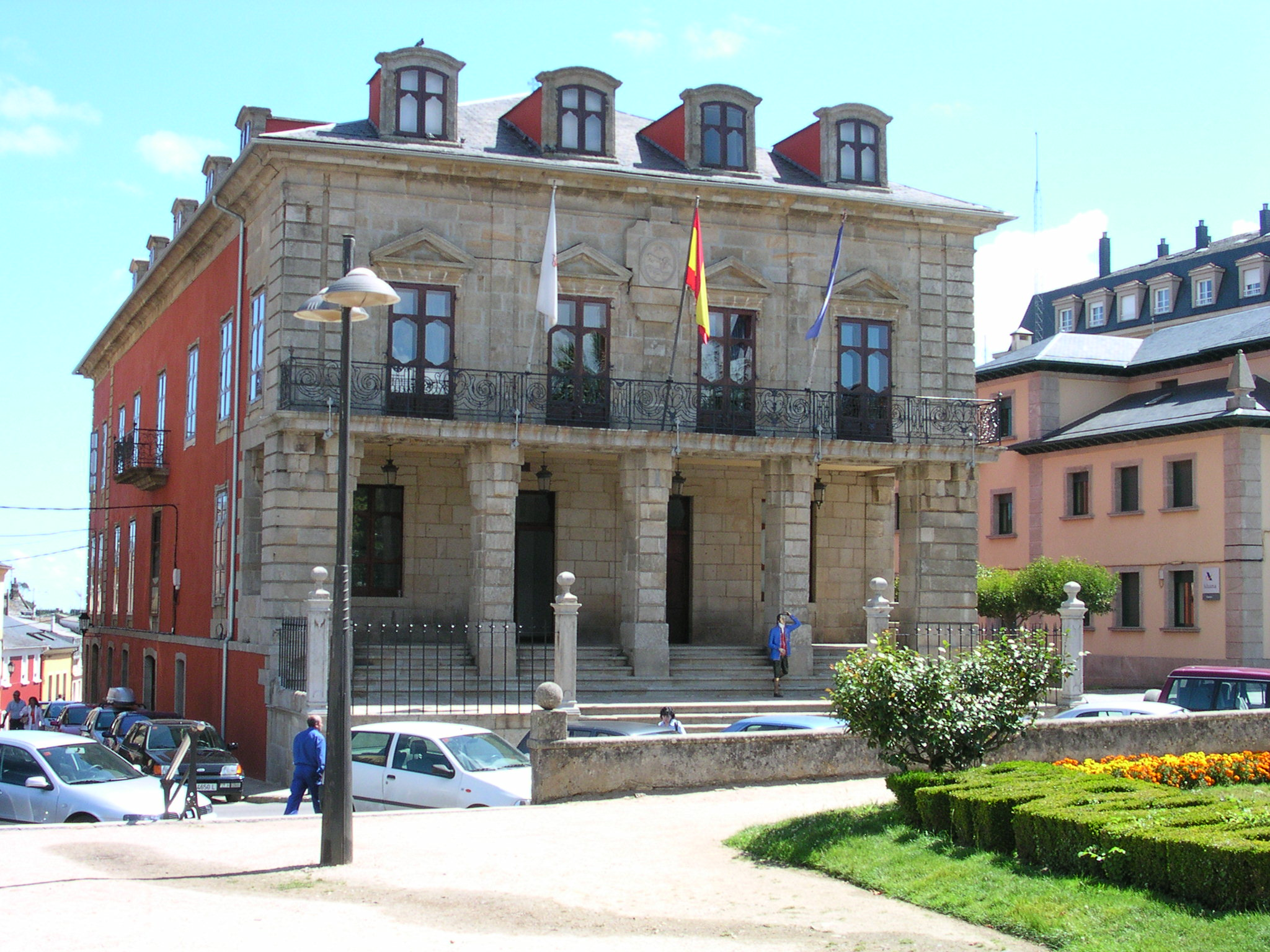
Ayuntamiento de Ribadeo.
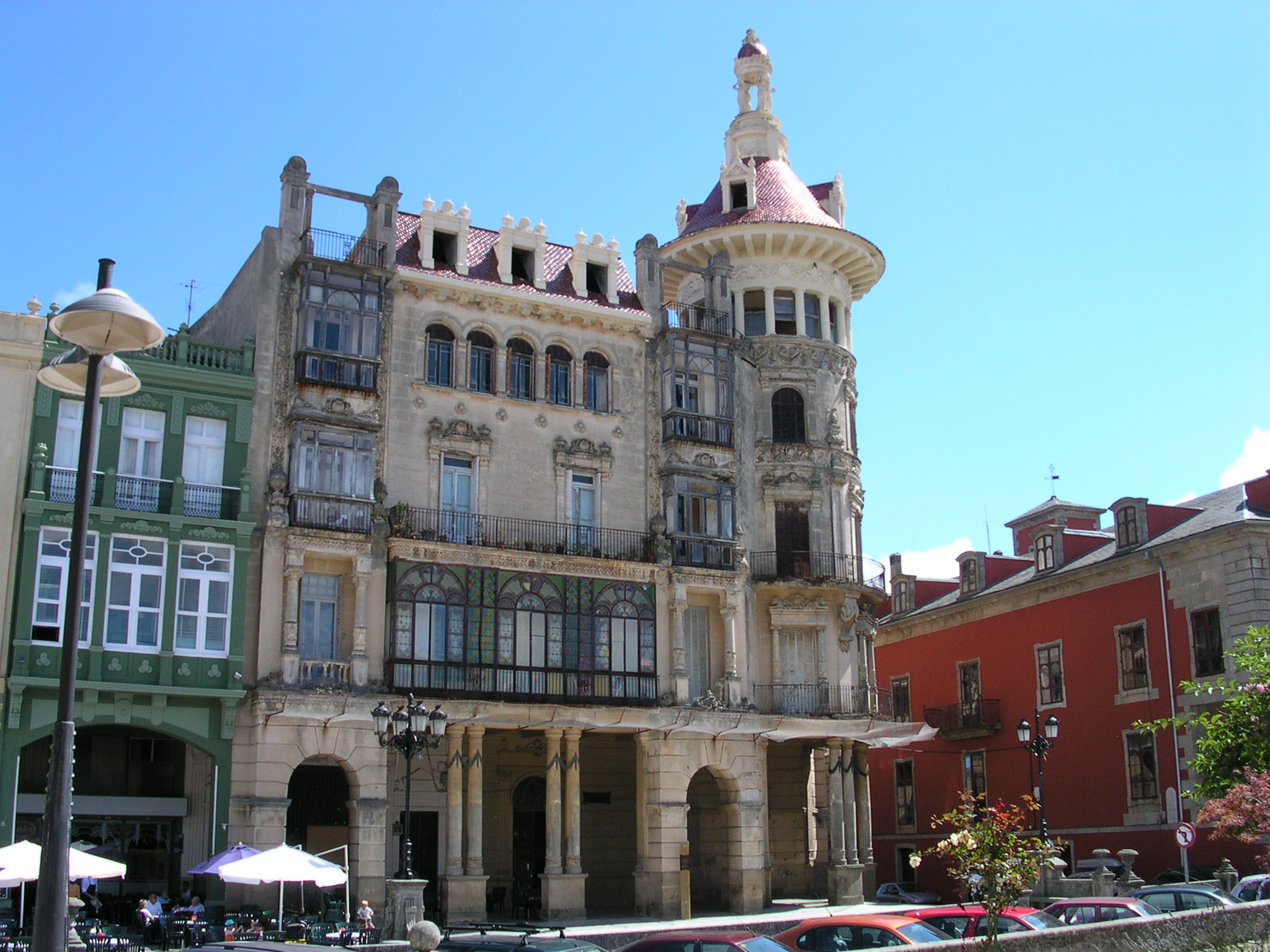
Torre de los Moreno.